# La Cassagne
La Cassagne är en kommun i departementet Dordogne i regionen Nouvelle-Aquitaine i sydvästra Frankrike. Kommunen ligger i kantonen Terrasson-Lavilledieu som tillhör arrondissementet Sarlat-la-Canéda. År 2022 hade La Cassagne 151 invånare.

## Befolkningsutveckling
Antalet invånare i kommunen La Cassagne
Referens:INSEE